# 中村剛 (映像ディレクター)
中村 剛（なかむら たけし、1963年 - ）は、映像ディレクター。和歌山県出身。多摩美術大学グラフィックデザイン科卒業。PV、CM、ファッション映像など幅広く手がける。2000年、有限会社キャビア設立。2006年、PVをディレクションしたYUKIの『JOY』がSPACE SHOWER Music Video AwardsのBEST VIDEO OF THE YEARを受賞。

## 受賞歴
- N.Y.ADC 銀賞
- N.Y.フェス ファイナリスト×3 ブロンズ
- 文化庁メディア芸術祭優秀賞
- Resfestオーディエンス・チョイス賞
- SPACE SHOWER Music Video Awards 06 "BEST VIDEO OF THE YEAR"

## 主な作品
- YUKI『JOY』（2005年）
- AYUSE KOZUE 『boyfriend』（2006年）
- リップスライムとくるり『ラヴぃ』（2006年）
- RIP SLYME『太陽とビキニ』（2007年）
- m-flo loves EMYLI & YOSHIKA『Loop In My Heart』（2005年）
- m-flo loves EMYLI & Diggy-MO'『DOPAMINE』（2005年）
- L'Arc〜en〜Ciel『SEVENTH HEAVEN』(2007年)
- 木村カエラ『Jasper』（2008年）『Ring a Ding Dong』『A winter fairy is melting a snowman』（2010年）『喜怒哀楽 plus 愛』（2011年）
- 安室奈美恵『WHAT A FEELING』（2008年）
- テイ・トウワ 『MIND WALL』 (2009年)